# Trennmittel (Schalung)

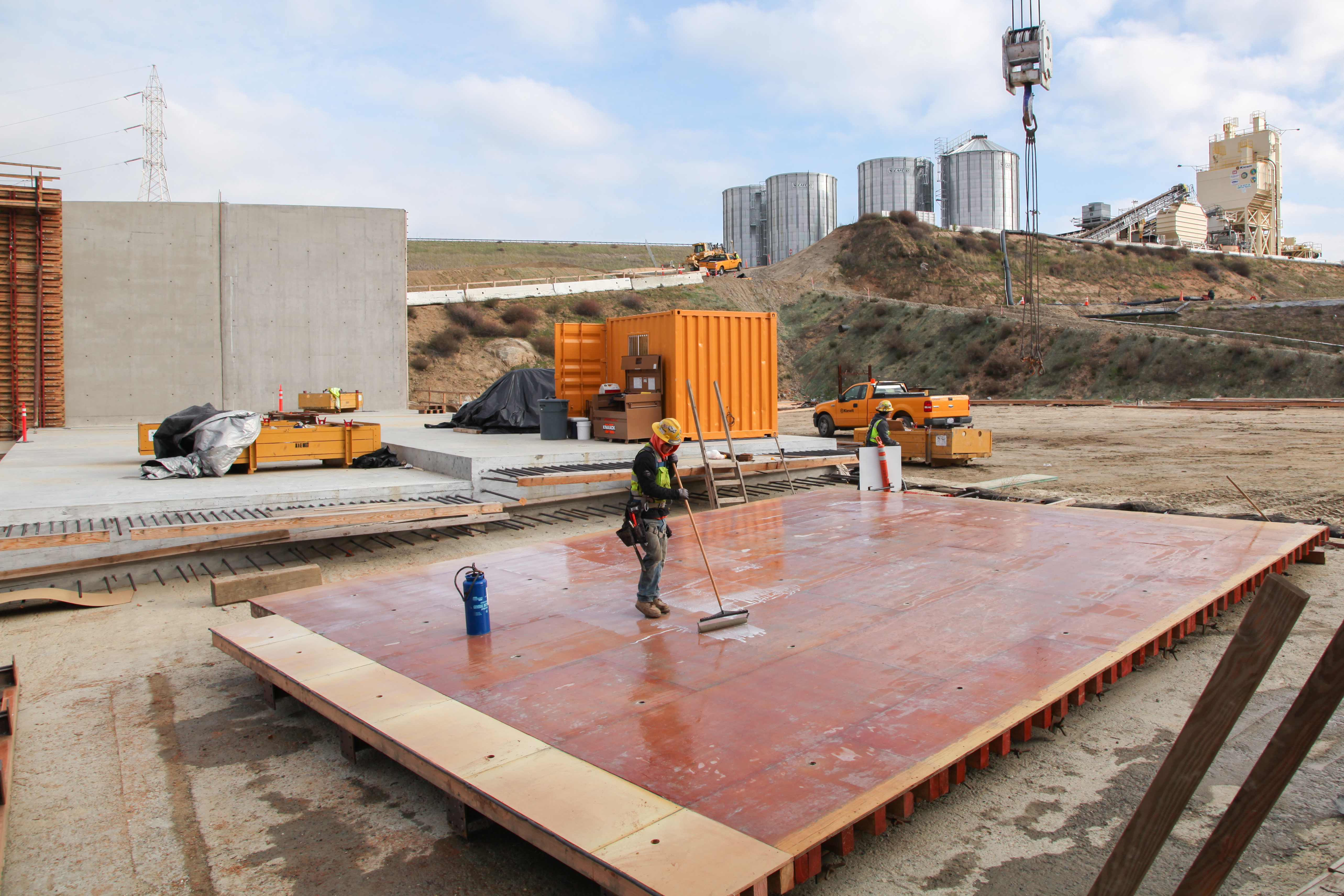
Trennmittelauftrag

Betonschalung wird vor dem Einsatz mit speziellen Trennmitteln behandelt. Auf diese Weise lässt sich die Schalung später leicht und meist ohne Schäden vom Beton ablösen. Zugleich dienen die Trennmittel zur Pflege der Schalung.

## Wirkungsweise
Durch das Auftragen des Trennmittels wird die Wasseraufnahmefähigkeit der Schalhaut herabgesetzt (Porenverschluss) und damit die Haftung zwischen Beton und Schalung reduziert. Dies hat zur Folge, dass der Ausschalvorgang weniger Kraftaufwand erfordert und Beschädigungen sowohl an der Betonoberfläche als auch an der Schalung vermieden werden.
Des Weiteren dienen Trennmittel der Pflege der Schalung. Die behandelten Schalungsteile werden vor Korrosion und Fäulnis geschützt und lassen sich nach dem Einsatz leichter von Betonresten reinigen. Dies führt zu einer deutlich längeren Einsatzdauer der Schalhaut.

## Arten
Grundsätzlich werden fünf verschiedene Arten von Trennmitteln unterschieden:
- wasserlösliche Schalungsöle
- wasserunlösliche Schalungsöle
- Schalungspasten
- Schalungswachse
- Chemisch reagierende Trennmittel

## Anwendung
Die Auswahl des Trennmittels ist in erster Linie abhängig von der Saugfähigkeit der Schalhaut und der geforderten Oberflächengüte. Standardmäßig kommen Schalungsöle zum Einsatz. Sie sind dünnflüssig und werden üblicherweise mit Hochdruckspritzen auf die Schalhaut aufgebracht. Die Qualität der Betonoberfläche wird durch Überdosierung negativ beeinflusst.
Schalungspasten und Schalungswachse besitzen dagegen eine dickflüssige bis feste Konsistenz und werden dünn mit Bürsten, Lappen oder maschinell aufgetragen. Im Vergleich zu den Schalölen ist die Haftung an der Schalhaut besser und es lassen sich besonders hochwertige Sichtbetonoberflächen erzielen. Eine Überdosierung wirkt sich auch hier negativ auf die Qualität der Betonoberfläche aus.

## Umweltschutz und Schadstoffe
Trennmittel aus nachwachsenden Rohstoffen sind zwar verfügbar, meist werden jedoch aus Kostengründen Trennmittel aus Erdöl verwendet. In Deutschland wurden 2007 beispielsweise etwa 25.000 t Schalöl verbraucht. Mit rund 2.500 t machen biogene Schalöle daran einen Anteil von 10 % aus.
Bis zum Verwendungsverbot in offenen Anwendungen 1978 wurden PCB in Schalölen eingesetzt. Diese Schalöle führten zur Kontamination der Schalung und des Betons, welcher noch heutzutage erhöhte PCB-Werte aufweisen kann. Laut PCB-Richtlinie NRW sind Baustoffe mit einem PCB-Gehalt von mehr als 50 mg/kg als PCB-haltig einzustufen und daher laut Abfallverzeichnis-Verordnung als gefährlicher Abfall zu entsorgen.